# La Grande Grammaire du français
La Grande Grammaire du français (GGF) est une grammaire descriptive du français, publiée en 2021 sous la direction d'Anne Abeillé et de Danièle Godard et éditée par Actes Sud.

## Un projet scientifique et didactique d'envergure
Au début du XXIe siècle, contrairement à l’anglais (en) ou à l’espagnol (es), le français ne dispose pas d'une grammaire descriptive de référence. Lancé en 2002, sous l’égide du Centre national de la recherche scientifique (CNRS) et de la Délégation générale à la langue française et aux langues de France (DGLFLF), le projet de la Grande Grammaire du français vise à combler ce manque.
L'enjeu est de proposer, sur le modèle des grandes grammaires européennes, un ouvrage de référence reflétant la diversité de tous les usages écrits et oraux du français, à la différence d'une grammaire prescriptive.
Il s'agit également de doter le français d'une terminologie grammaticale renouvelée face à une terminologie souvent flottante, héritée des grammaires latines, ayant du mal à distinguer ce qui relève de la syntaxe et ce qui relève de la sémantique.
Fruit du travail d'un collectif de cinquante-neuf linguistes, français et étrangers, et de la collaboration de trente-deux universités et laboratoires de recherches, la GGF voit finalement le jour en 2021.

## Présentation
La Grande Grammaire du français a pour objectif de faire la synthèse du savoir accumulé par les linguistes sur le français, dans un vocabulaire accessible.
Se voulant la plus complète possible, la Grande Grammaire du français traite du français contemporain, tel qu’il se parle et s’écrit depuis 1950 jusqu’aux années 2010 : cela inclut les usages standard et les usages non standard, la langue des médias comme la langue littéraire mais également celle qui est à l’œuvre dans les écrits numériques (SMS, blogs…), ou encore les variétés régionales, en France et hors de France.
Parallèlement à l’édition papier, une édition numérique est mise en ligne permettant d’écouter des exemples de mots, de phrases et d’expressions pour illustrer la transcription phonétique et mélodique ainsi qu'une navigation plus simple dans l'ouvrage.

## Structure
L'ouvrage, en deux volumes, débute par une ample introduction permettant de questionner la nature et les spécificités du français.
Composée de vingt chapitres, la GGF s’appuie sur 30 000 exemples écrits et oraux tirés de conversations, de discours, de textes littéraires ou encore d’écrits numériques. Principalement consacré à la syntaxe du français, c’est-à-dire aux catégories grammaticales et aux constructions, l'ouvrage comporte également des développements relatifs au lexique, à la sémantique, à la pragmatique ou encore à la prosodie.
L'ouvrage comporte également des fiches synthétiques clarifiant les principales difficultés grammaticales mais aussi un glossaire réunissant 600 termes et un index de 4 500 termes (notions, mots, langues, pays et régions). À cela s'ajoutent une bibliographie générale et des bibliographies thématiques commentées ainsi que l'inventaire des sources et corpus utilisés.

## Réception
La parution de la GGF est considérée comme un « évènement » éditorial par le quotidien français Libération.